# Монзуль, Екатерина Владимировна
Екатерина Владимировна Монзуль (укр. Катерина Володимирівна Монзуль; род. 5 июля 1981, Харьков) — украинский футбольный судья, первая женщина-судья из Украины, попавшая в элитную категорию судей ФИФА.

## Карьера
Детство провела в посёлке Бабаи Харьковской области. С детства увлекалась футболом, играла за команду посёлка. В возрасте 18 лет, выбирая между карьерой игрока и судьи, остановилась на последнем варианте. Отработала во всех четырёх категориях судей ФФУ. На первых этапах работы сталкивалась с непониманием со стороны мужчин, однако не оставила работу и продолжила судить встречи. 24 сентября 2005 года Екатерина впервые отсудила международный футбольный матч между командами Финляндии и Польши.
11 июня 2009 года рассматривался вопрос о возможности доверить Екатерине обслуживание игр Первой лиги, однако исполком ФФУ в итоге отказался привлекать Екатерину, поскольку, по мнению ФФУ, у той не было полной профессиональной подготовки. Только через два с лишним года, 4 октября 2011 года, Екатерина получила лицензию судьи Первой лиги. 5 октября 2011 года она судила свой первый матч между «Одессой» и «Крымтеплицей». В 2010 году ей доверили работать на Юношеских Олимпийских играх в Сингапуре, а в 2011 году она появилась и на чемпионате мира в Германии.
Зимой она попала в категорию элитных судей ФИФА, причём стала первой женщиной-судьёй с Украины, удостоившейся такого звания. Обслуживала матчи женской Лиги чемпионов, отборочные матчи к женскому Евро-2013. На международных сборах в Турции в феврале 2012 года проводила матч команд «Лудогорец» (Болгария) и «Нистру» (Молдавия), чем завоевала расположение игроков и тренеров обеих команд благодаря своей безупречной работе.
Была включена в список судей к чемпионата Европы 2013 года в Швеции. Проводила на групповом этапе матчи Дания—Швеция (группа A), Англия—Испания (группа C), а также полуфинал Норвегия—Дания.
Проводила матчи на групповом этапе матчи чемпионата мира по футболу 2014 среди девушек до 20 лет в Канаде.
На чемпионате мира 2015 года в Канаде стала судьёй финального матча между сборными США и Японии (5:2).
По итогам голосования международной федерации футбольной истории и статистики (IFFHS) Монзуль была признана лучшей женщиной-судьёй 2015 года.
В марте 2016 года вошла в состав исполкома ФФУ.

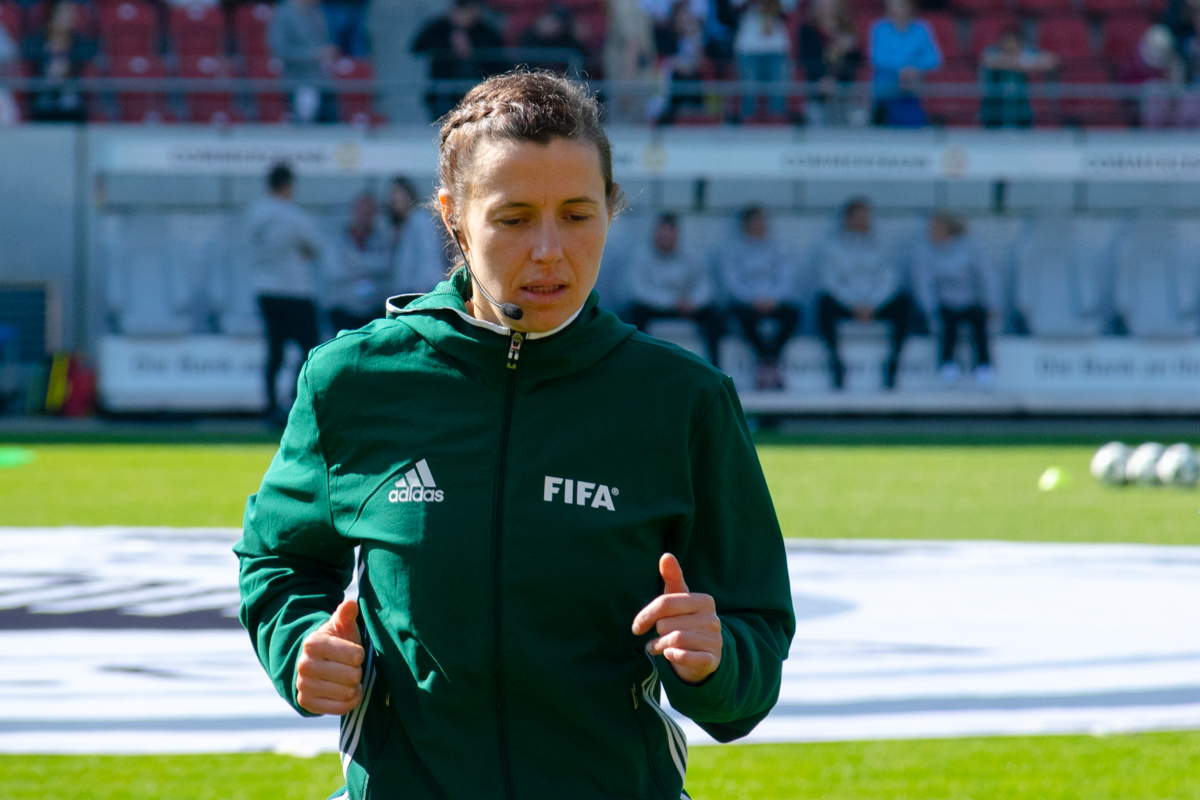
Екатерина Монзуль во время разминки перед матчем, 2018 год

3 апреля 2016 года вошла в историю украинского футбола, как первая женщина — главный судья матча премьер-лиги чемпионата Украины по футболу среди мужчин.
3 декабря 2018 года было объявлено, что Монзуль назначена судьей чемпионата мира по футболу среди женщин 2019 года во Франции. После завершения 1/8 финала ФИФА объявила, что Монзуль была выбрана в качестве одного из 11 судей, которые будут назначены на матчи в течение последних 8 матчей турнира.
В ноябре 2020 года она обслуживала матч Лиги наций УЕФА между Сан-Марино и Гибралтаром в составе первой женской судейской команды, которая возглавила международный мужской турнир среди взрослых. В декабре 2020 года Екатерина Монзуль, Марина Стрелецкая и Александра Ардашева стали первой женской судейской командой в мужском матче УЕФА, когда они судили матч Лиги Европы УЕФА между «Гентом» и «Слованом».
31 июля 2022 года она судила финал женского чемпионата Европы на стадионе «Уэмбли».
9 января 2023 года FIFA назначила ее в судейский состав женского чемпионата мира по футболу 2023 года в Австралии и Новой Зеландии.

## Личная жизнь
По образованию архитектор-градостроитель, с отличием окончила академию городского хозяйства. Не замужем, но, по её заявлению у неё есть любимый человек, который не связан с футболом. Свободно владеет английским языком. Своими хобби считает общение с друзьями, кулинарию и классическую музыку.

## Награды
Награждена Орденом княгини Ольги ІІ (2017) и ІІІ степени (2011).